# Monocerotesa coalescens
Monocerotesa coalescens là một loài bướm đêm trong họ Geometridae.